# Capitaine de vaisseau (roman)
Capitaine de vaisseau (titre original : Post Captain) est un roman historique de Patrick O'Brian paru en 1972, dont l'histoire se déroule durant les guerres napoléoniennes. 
C'est le second tome de la série des Aubreyades.

## Résumé
À la suite de la perte de la Sophie, Aubrey est nommé capitaine du Polychrest, un vaisseau assez particulier : prévu pour embarquer une arme secrète (sans doute la fusée Congreve), il a une dérive mobile (et non une quille), une poupe similaire à sa proue...

## Éditions deCapitaine de vaisseau

### Éditions anglophones
Éditions originelles seulement.
- (en) Patrick O'Brian, Post Captain, Philadelphie, Lippincott, 1972
- (en) Patrick O'Brian, Post Captain, Londres, Collins, 1972

### Éditions françaises
- Patrick O'Brian (trad. de l'anglais par Jean-Charles Provost), Capitaine de vaisseau : roman, Paris, Presses de la Cité, 1996, 474 p. (ISBN 2-258-04173-2)
- Patrick O'Brian (trad. de l'anglais par Jean-Charles Provost), Maître à bord. Capitaine de vaisseau, Paris, France loisirs, 1997, 862 p. (ISBN 2-7441-0701-8)
- Patrick O'Brian (trad. de l'anglais par Jean-Charles Provost), Capitaine de vaisseau, Paris, Pocket (no 10428), 1999, 570 p. (ISBN 2-266-08198-5)
- Patrick O'Brian (trad. de l'anglais par Jean-Charles Provost et Florence Herbulot, préf. Hubert Prolongeau), Les aventures de Jack Aubrey, vol. 1 : Maître à bord. Capitaine de vaisseau. La « Surprise ». Expédition à l'île Maurice, Paris, Omnibus, 2000 (réimpr. 2010), 1289 p. (ISBN 2-258-05473-7 et 978-2-258-08422-3)